# Griechenland-Runensteine
Griechenland-Runensteine (schwedisch Greklandsstenarna) werden Runensteine genannt, auf denen Waräger erwähnt werden, die im Byzantinischen Reich waren.
Die Inschriften stammen aus der Zeit bis ungefähr 1100.
Über 130 Runensteine werden nach markanten benutzten Worten in sieben Gruppen unterteilt: England- (30), Griechenland- (30), Hakon-Jarl-Runensteine (3), Ingvarsteine (26), Italien-Runensteine (4), Ostsee-Runensteine (Baltikum und Finnland betreffend – 14 Steine) und etwa 30 Waräger-Runensteine (Russland, Belarus, die Ukraine und angrenzende Gebiete betreffend), von denen es auch in Dänemark und Norwegen je ein Exemplar gibt.

## Historischer Hintergrund

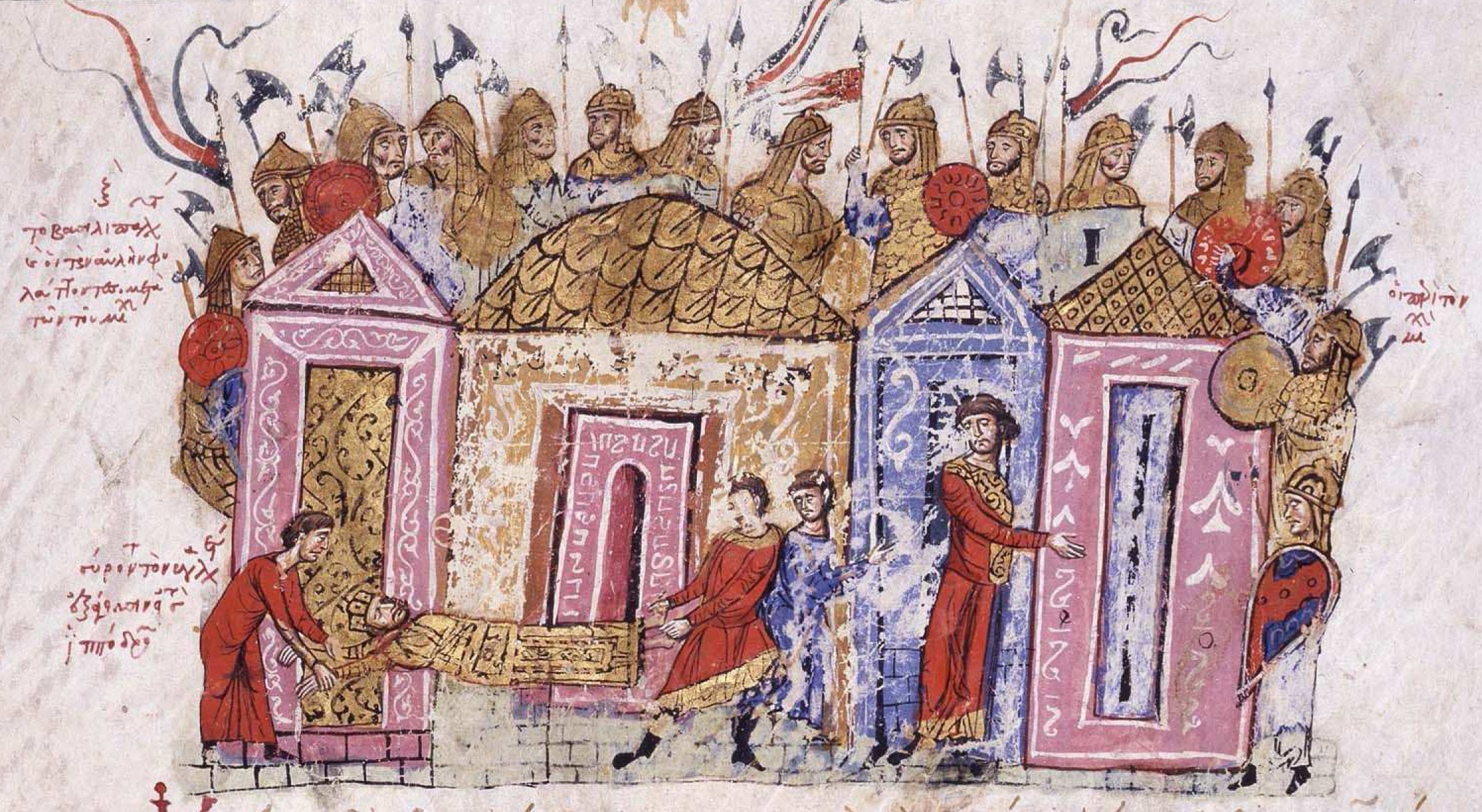
Warägergarde

988 zog Fürst Wladimir der Große von Kiew mit 6000 Warägern zu einem Kriegszug ins Byzantinische Reich. Viele von ihnen blieben als Leibgarde von Kaiser Basileios II. in Konstantinopel.
1044 zog König Harald III. von Norwegen erneut mit vielen Warägern dorthin. Einige von denen kehrten reich beladen wieder zurück.
Oft kehrten die Waräger nicht aus dem Byzantinischen Reich zurück. Die Mehrzahl der Inschriften erwähnt solche Personen.
Nur eine kleine Anzahl von Steinen weist auf Personen, die wieder nach Skandinavien zurückkehrten.
Nur ein einziger Stein wurde von einem Griechenland-Heimkehrer gestiftet (Runenblock von Ed).

## Bezeichnungen
Die altnordischen Bezeichnungen für das Byzantinische Reich und dessen Bewohner waren
- Grikkland Griechenland[2]
- Grikk(j)ar Grieche[3]
- Grikkfari Griechenlandfahrer[4]
- Grikkhafnir[5]

## Runensteine

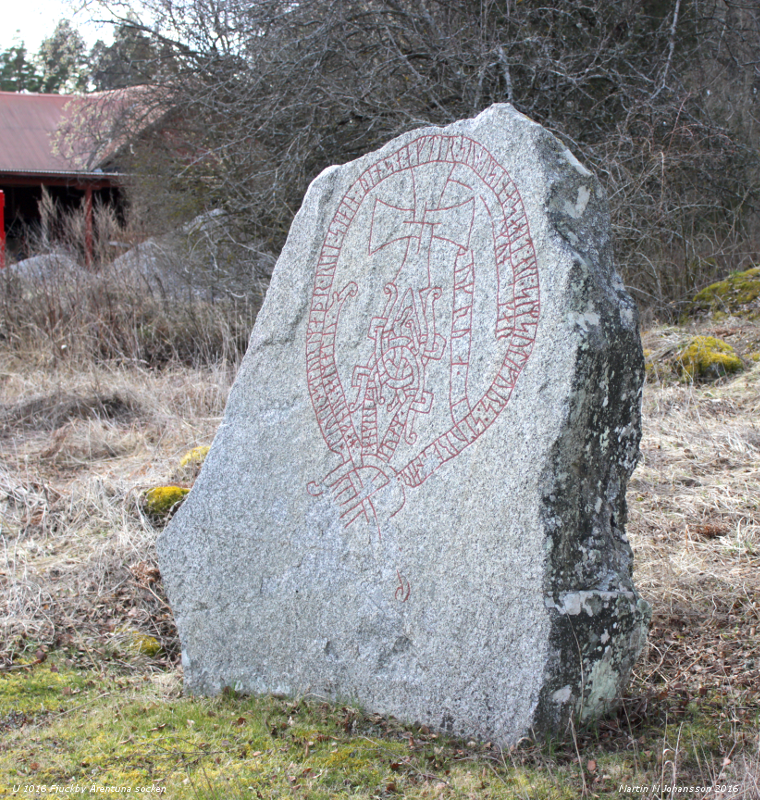
Runenstein U 1016 von Fjuckby Ärentuna

30 Runensteine sind bisher bekannt, ausschließlich in Schweden.
Die Inschriften sind in altnordischer Sprache, in späten Futhark-Runen geschrieben.
Die Runensteine sind:
- G 216 Timans auf Gotland
- Ög 81 Runenstein von Högby
- Ög 94
- Sm 46
- Sö 82
- Sö 163
- Sö 165
- Sö 170
- Sö 345
- Sö Fv 1954;20[7]
- U 73 Runensteine von Hansta
- U 104 Runenstein von Ed
- U 112 Runenblock von Ed
- U 136 Runenstein von Broby bro
- U 140 Runenstein von Broby bro gleichzeitig einer der Jarlabankesteine
- U 201 Runenstein von Angarn
- U 270
- U 358
- U 374 Runenstein von Örby
- U 431 Runenstein von Norrsunda
- U 446
- U 518 Runenstein von Västra Ledinge
- U 540 Runensteine an der Husby-Sjuhundra-Kirche
- U 792
- U 922
- U 956
- U 1016 von Fjuckby Ärentuna
- U 1087
- Vg 178

Die Buchstaben bezeichnen die Regionen in Schweden: Sö – Södermanland, U -Uppland usw.